# Dinaro kuwaitiano
Il dinaro kuwaitiano (in arabo دينار‎?, codice ISO 4217 KWD) è la valuta del Kuwait. Il dinaro kuwaitiano è suddiviso in 1000 fils ed è la valuta di maggior valore unitario nel mondo.

## Storia
Il dinaro è stato introdotto nel 1961 per sostituire la rupia del Golfo. Inizialmente aveva lo stesso valore della sterlina britannica. Poiché la rupia aveva un cambio di 1 shilling, 6 penny, la conversione fu di 13⅓ rupie per dinaro.
Quando l'Iraq invase il Kuwait nel 1990, il dinaro iracheno sostituì quello kuwaitiano come valuta e grandi quantità di banconote furono rubate dalle forze d'invasione. Dopo la liberazione il dinaro kuwaitiano fu ripristinato e fu introdotta una nuova serie di banconote e quelle precedenti, comprese quelle rubate, furono demonetizzate.

## Monete
Le monete introdotte nel 1961 ed attualmente in circolazione sono:
- 1 fils (molto rara)
- 5 fils
- 10 fils
- 20 fils
- 50 fils
- 100 fils

È da sottolineare la coniazione pressoché annuale di conio, cosa rara in quasi tutti i paesi orientali e africani.

## Banconote
Finora in Kuwait sono state emesse cinque serie di banconote. La prima serie fu emessa secondo la legge valutaria kuwaitiana del 1960 che creò il Kuwaiti Currency Board. Questa serie è stata in circolazione dal 1º aprile 1961 al 1º febbraio 1982 ed era costituita da tagli da ¼, ½, 1, 5 e 10 dinari.
Dopo la creazione della Central Bank of Kuwait al posto del Kuwaiti Currency Board, furono emesse nuove banconote da ¼, ½ e 10 dinari a partire dal 17 novembre 1970, seguite dalle nuove banconote 1 e 5 dinari di questa seconda serie il 20 aprile 1971. Questa seconda serie andò fuori corso il 1º febbraio 1982.
La terza serie fu emessa il 20 febbraio 1980 dopo la salita al trono dell'emiro Jaber al-Ahmad al-Jaber al-Sabah, con i tagli da ¼, ½, 1, 5 e 10 dinari. Una banconota da 20 dinari fu introdotta il 9 febbraio 1986. A causa dello stato di emergenza dopo l'invasione da parte dell'Iraq, questa serie fu demonetizzata dal 30 settembre 1991 e sostituita da un'altra ricavata dalle stesse matrici, ma con il numero di serie in inchiostro rosso. Significative quantità di banconote della serie del 1980 erano state rubate dalle forze irachene ed in parte sono apparse nel mercato numismatico internazionale. Lo "Standard Catalog of World Paper Money" elenca le banconote con i seguenti prefissi del numero seriale come rubate:
| Valore    | Prefisso |
| --------- | -------- |
| ¼ dinaro  | 54-86    |
| ½ dinaro  | 30-37    |
| 1 dinaro  | 47-53    |
| 5 dinari  | 18-20    |
| 10 dinari | 70-87    |
| 20 dinari | 9-13     |

Dopo la liberazione è stata emessa una quarta serie il 24 marzo 1991 con l'obiettivo di sostituire la serie precedente quanto più rapidamente possibile e garantire la ripresa economica del paese. Questa quarta serie ha avuto corso fino al 16 febbraio 1995. I tagli erano da ¼, ½, 1, 5, 10 e 20 dinari.
La quinta serie delle banconote kuwaitiane è in uso dal 3 aprile 1994 ed include le misure di sicurezza di alta tecnologia che sono divenute standard per le banconote. I tagli sono gli stessi della quarta serie.
- ¼ di dinaro
- ½ dinaro
- 1 dinaro
- 5 dinari
- 10 dinari
- 20 dinari

## Tasso fisso di cambio
Dal 18 marzo 1975 al 4 gennaio 2003 il dinaro aveva una tasso fisso di cambio con un paniere bilanciato di valute. Dal 5 gennaio 2003 al 20 maggio 2007 il tasso fu spostato al dollaro statunitense con un cambio di 1 USD = 0,29963 dinari con un'escursione di ±3,5%.. Il tasso centrale si traduce approssimativamente in 1 dinaro = 3,33745 dollari.
Dal 20 maggio 2007 il dinaro kuwaitiano è stato nuovamente agganciato ad un paniere di valute. Attualmente è nel mondo la moneta di maggior valore.